# Mac Davis
Morris Mac Davis (ur. 21 stycznia 1942 w Lubbocku, zm. 29 września 2020 w Nashville) – amerykański piosenkarz country i aktor. Posiada swoją gwiazdę na Hollywoodzkiej Alei Gwiazd.

## Filmografia
seriale
- 1983: Webster jako Wuj Jake
- 1993: Nowe przygody Supermana jako Lawrence Larry Smiley
- 1998: Różowe lata siedemdziesiąte jako Św. Piotr
- 2004: Rodney jako Carl

film
- 1979: Czterdziestka z North Dallas jako Maxwell
- 1991: Szantaż jako Norm
- 1998: Legenda Jacka Cadillaca jako Clayton
- 2000: True Vinyl jako Frank Thompson
- 2005: Historia Wendella Bakera jako agent Buck